# الیزابت رافالد
الیزابت رافالد نویسنده، مبتکر و کارآفرین انگلیسی بود.
رافالد که در دانکستر، یورک‌شر به دنیا آمد و بزرگ شد، پانزده سال به عنوان خدمتکار و خانه‌دار بارونت‌های واربرتون در آرلی هال، چشر فعالیت کرد. زمانی که با جان، باغبان املاک واربرتون ازدواج کرد، محل خدمت خود را ترک کرد. این زوج به منچستر، لانکاشر نقل مکان کردند. رافالد در آنجا یک دفتر را برای معرفی خدمتکاران به کارفرمایان افتتاح کرد. همچنین یک مدرسه آشپزی را اداره می‌کرد و در آنجا غذا می‌فروخت. رافالد در سال ۱۷۶۹ کتاب آشپزی خود را با نام خانه‌دار با تجربه انگلیسی منتشر کرد که حاوی اولین دستور پخت کیک عروسی است. او همچنین احتمالاً مخترع کیک اکلز است.
رافالد در آگوست ۱۷۷۲، فهرستی از ۱۵۰۵ تاجر و رهبر مدنی در منچستر را منتشر کرد. الیزابت و همسرش قبل از اینکه با مشکلات مالی مواجه شوند، دو پست خانه مهم را در منچستر و سالفورد اداره کردند. پس از آن، الیزابت رافالد تجارتی را با فروش توت فرنگی و نوشیدنی‌های گرم آغاز کرد. اما به‌طور ناگهانی درست پس از انتشار نسخه سوم فهرست راهنمای خود و در حالی که هنوز ویرایش هشتم کتاب آشپزی خود را به روز می‌کرد در سال ۱۷۸۱ درگذشت.
پس از مرگ او پانزده نسخه رسمی از کتاب آشپزی او و بیست و سه نسخه دزدی از آن منتشر شد. دستور العمل‌های او به شدت توسط نویسندگان دیگر، به ویژه توسط ایزابلا بیتون در کتاب پرفروش خانم بیتون در مدیریت خانگی (۱۸۶۱) سرقت ادبی شد. دستور العمل‌های رافالد توسط چندین آشپز مدرن و نویسندگان غذا، از جمله الیزابت دیوید و جین گریگسون، تحسین شده است.

## زندگی‌نامه

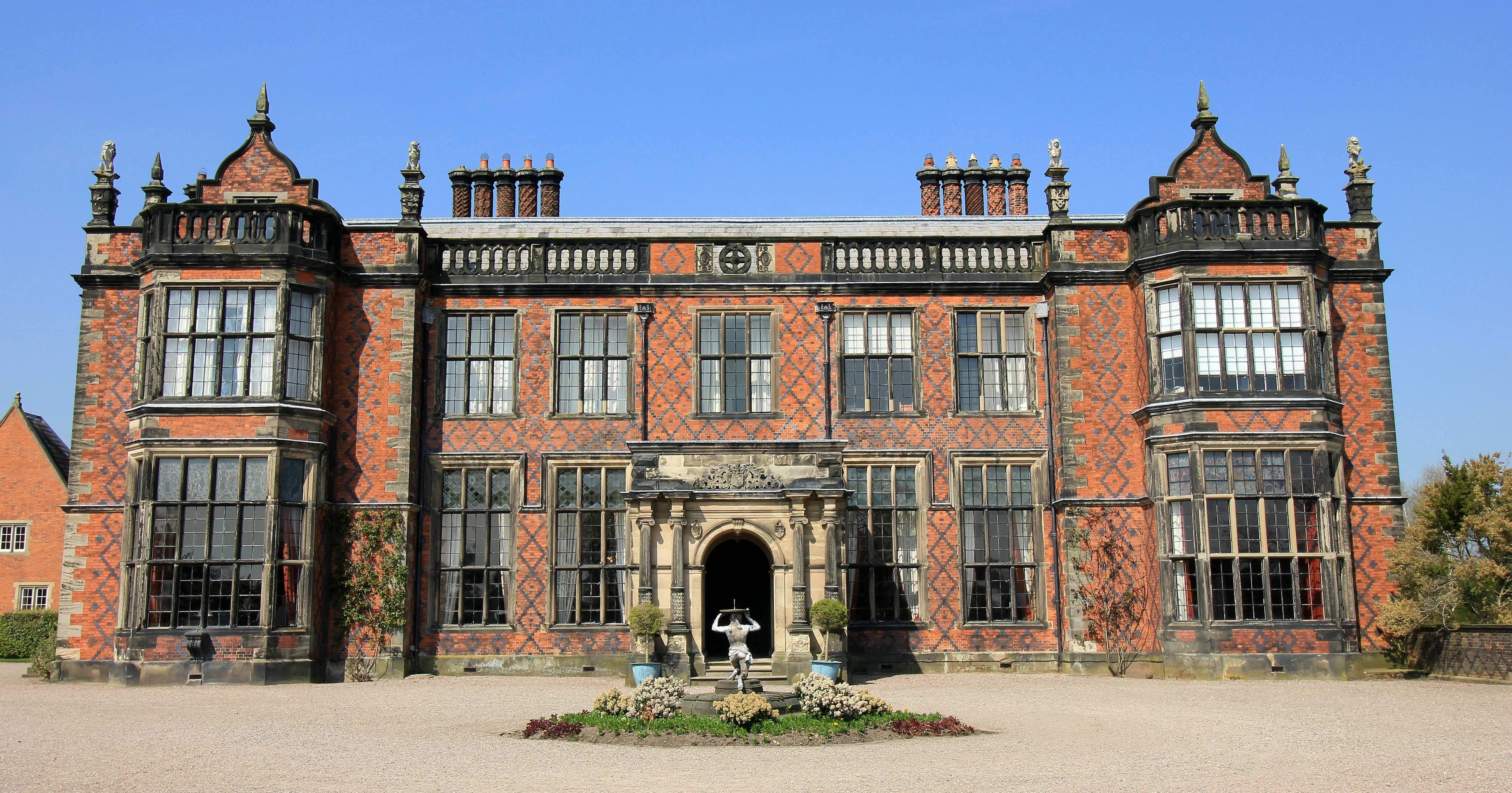
آرلی هال، چشر، جایی که رافالد به عنوان خانه‌دار مشغول به کار بود

### اوایل زندگی
رافالد با نام الیزابت ویتاکر یکی از پنج دختر جاشوا و الیزابت ویتاکر در دانکستر، به دنیا آمد. رافالد در ۸ ژوئیه ۱۷۳۳ غسل تعمید داده شد. از تحصیلات خوبی که شامل یادگیری زبان فرانسه بود بهره‌مند شد. در پانزده سالگی به عنوان خدمتکار آشپزخانه شروع به کار کرد و به مقام خانه‌دار رسید. آخرین پست او به عنوان خدمتکار خانه در آرلی هال، چشر، شمال غربی انگلستان بود، جایی که او خانه‌دار لیدی الیزابت واربرتون، از خانواده بارونت‌های واربرتون بود. رافالد با شروع کار در دسامبر ۱۷۶۰، سالانه ۱۶ پوند حقوق می‌گرفت. در مجموع او پانزده سال را به عنوان خدمتکر کار کرد.
پس از چند سال کار برای واربرتون، الیزابت با جان رافالد، باغبان آرلی هال ازدواج کرد. این مراسم در ۳ مارس ۱۷۶۳ در کلیسای سنت مریم و تمام قدیس‌ها، گریت بودورث، چشر برگزار شد. در ۲۳ آوریل، این زوج عمارت واربرتون را ترک کردند و به منچستر، نقل مکان کردند، جایی که خانواده جان از باغ‌های بازار در نزدیکی رودخانه ایرول مراقبت می‌کردند. این زوج احتمالاً شش دختر داشتند. دختران هر کدام پرستار مخصوص به خود را داشتند و هنگام بیرون رفتن، با حضور پرستاران لباس‌های سفید تمیز به تن داشتند. حداقل سه نفر از دختران به مدرسه شبانه‌روزی رفتند.

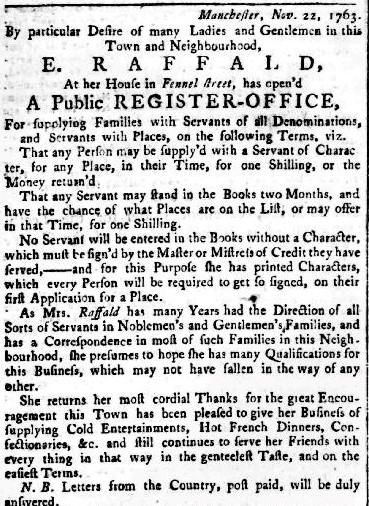
آگهی رافالد در نوامبر ۱۷۶۳ در منچستر عطارد

### حرفه تجاری
جان یک مغازه گل فروشی در نزدیکی خیابان رازیانه افتتاح کرد. رافالد یک کارآفرینی را شروع کرد. او انباری اجاره کرد، یک دفتر را راه‌اندازی کرد تا در ازای دریافت هزینه، خدمتکاران را با کارفرمایان آشنا کند و تبلیغ کرد که «خوشحال است که به کسب‌وکار خود در زمینه تهیه دسرهای سرد، غذاهای گرم فرانسوی، قنادی‌ها و غیره رونق بدهد». طی چند سال بعد، کسب و کار او رشد کرد و کلاس‌های آشپزی را به خدماتی که ارائه می‌کرد اضافه کرد. در اوت ۱۷۶۶ رافالدها به محلی که احتمالاً محل بزرگتری در کوچه اکسچنج در بازار بود نقل مکان کردند. در اینجا جان بذر و گیاهان می‌فروخت، در حالی که رافالد، طبق تبلیغات خود در مطبوعات محلی، «ژله، خامه، کیک پنیر لیمویی، و تمام تزئینات دیگر را برای دسرهای سرد عرضه می‌کرد؛ همچنین، ژامبون‌های یورک‌شیر، سالمون‌ها، ترشی جات و انواع سس کچاپ، ترشی لیمو» را ارئه می‌کرد.

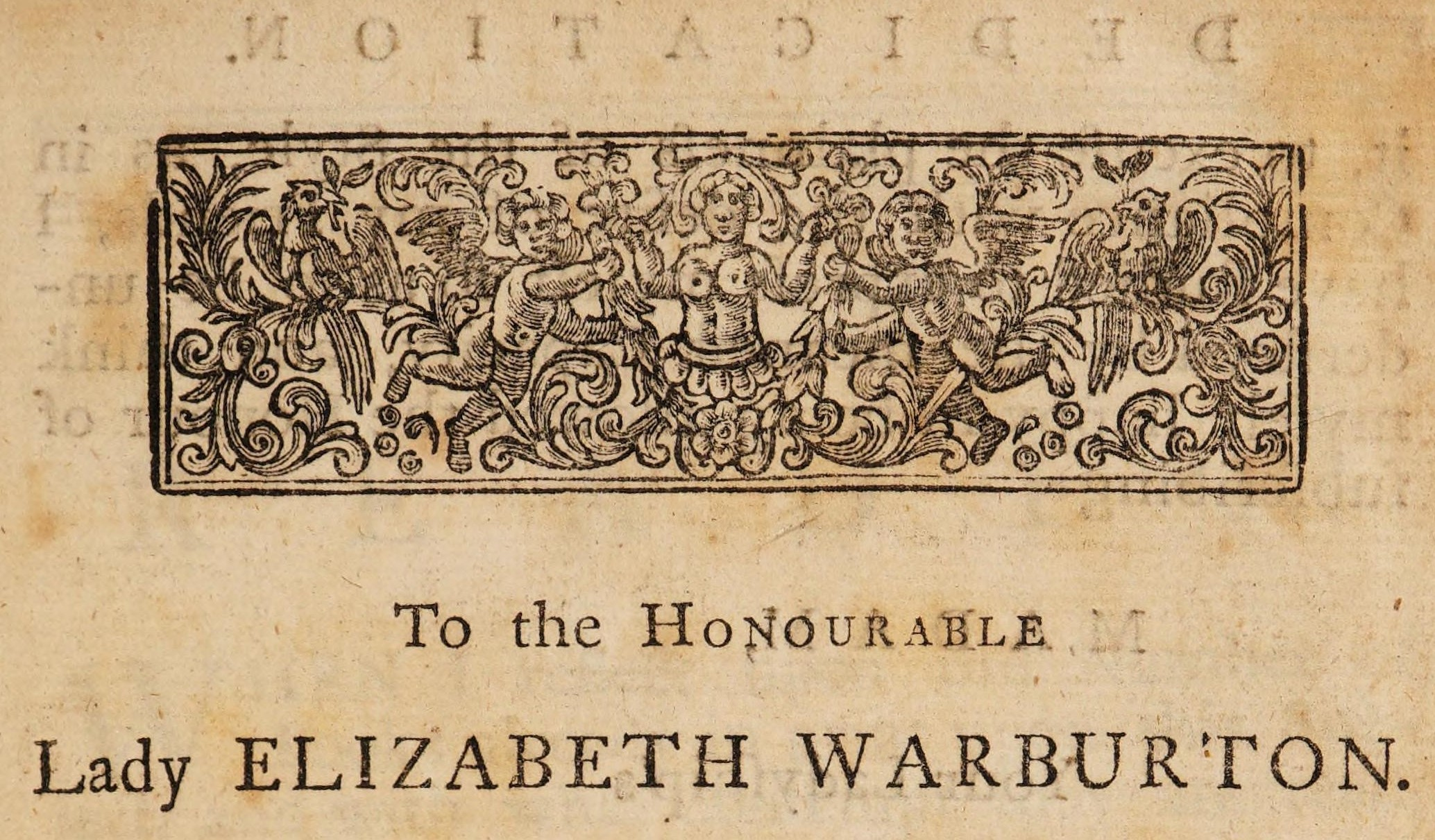
نسخه ۱۷۶۹ خانه‌دار انگلیسی مجرب

رافالد در سال ۱۷۶۹ کتاب آشپزی خود را با عنوان خانه‌دار با تجربه انگلیسی منتشر کرد که آن را به لیدی واربرتون تقدیم کرد.
رافالد در مقدمه کتابش می‌گوید: «می‌توانم صادقانه به دوستانم اطمینان دهم که [دستور پخت] از تجربه خودم نوشته شده است و از هیچ نویسنده دیگری به عاریت گرفته نشده است.»
رافالد برای اولین نسخه کتاب خانه‌دار انگلیسی مجرب، تمام دستور العمل‌ها را خودش آزمایش کرده بود. برای ویرایش دوم کتاب در سال ۱۷۷۱، او ۱۰۰ دستور غذا را اضافه کرد، که برخی از آنها را خریده بود ولی توسط خودش آزمایش نشده بود.